# Graham (Texas)
Graham város az USA Texas államában, Young megyében, melynek megyeszékhelye is. Lakosainak száma 8732 fő (2020. április 1.).

## Népesség
A település népességének változása:
| Lakosok száma | 576  | 8903 | 8732 |
|               | 1880 | 2010 | 2020 |